# Paracaroides louveli
Paracaroides louveli là một loài bướm đêm trong họ Noctuidae.